# Auvare
Auvare (okzitanisch und italienisch Auvara) ist eine französische Gemeinde im Département Alpes-Maritimes in der Region Provence-Alpes-Côte d’Azur. Sie gehört zum Arrondissement Nizza und zum Kanton Vence. Die Bewohner nennen sich Auvarois.
Die angrenzenden Gemeinden sind Guillaumes im Norden, Beuil im Nordosten, Puget-Rostang im Osten, Puget-Théniers im Süden und La Croix-sur-Roudoule im Westen.

## Bevölkerungsentwicklung
| Jahr      | 1962 | 1968 | 1975 | 1982 | 1990 | 1999 | 2006 | 2012 | 2018 |
| --------- | ---- | ---- | ---- | ---- | ---- | ---- | ---- | ---- | ---- |
| Einwohner | 10   | 13   | 14   | 36   | 37   | 44   | 53   | 45   | 31   |